# Стернс, Кейден
Кейден Стернс (англ. Caden Sterns; 2 ноября 1999, Даллас, Техас) — профессиональный американский футболист, сэйфти. Выступает в НФЛ в составе клуба «Денвер Бронкос». На студенческом уровне играл за команду Техасского университета. На драфте НФЛ 2021 года был выбран в пятом раунде.

## Биография
Кейден Стернс родился 2 ноября 1999 года в Далласе. Один из шести детей в семье. Два его брата также футболисты: Джордан играл за команду университета штата Оклахома и претендовал на место в составе «Канзас-Сити Чифс», Джеррет в 2022 году подписал контракт с «Бакканирс». Стернс учился в старшей школе имени Байрона Стила в Сиболо, играл за её команду на позиции сэйфти и как специалист по возвратам. Неоднократно включался в состав сборной звёзд Техаса, в 2018 году принимал участие в матче всех звёзд школьного футбола. На момент выпуска входил в тройку лучших игроков штата по версиям Rivals, ESPN и 247Sports.

### Любительская карьера
В 2018 году Стернс поступил в Техасский университет в Остине. Уже в дебютном сезоне он занял место в основном составе и сыграл в тринадцати матчах команды в турнире NCAA, сделав 62 захвата и четыре перехвата. По итогам года он вошёл в состав сборной звёзд конференции Big 12 и был признан лучшим новичком среди игроков защиты. В 2019 он сыграл в девяти матчах, пропустив часть сезона из-за травмы.
Перед началом сезона 2020 года Стернса называли в числе возможных претендентов на несколько индивидуальных наград лучшим защитнику и ди-бэку студенческого футбола. В сокращённом из-за пандемии COVID-19 турнире он сыграл семь матчей, сделав 52 захвата и перехват. Всего за три года карьеры он провёл 29 игр, в последнем из них был капитаном команды.

#### Статистика выступлений в NCAA
| Сезон | Команда         | Игры | Захваты | Захваты | Захваты | Захваты | Захваты | Перехваты | Перехваты | Перехваты | Перехваты | Перехваты | Фамблы | Фамблы | Фамблы | Фамблы |
| Сезон | Команда         | Игры | Solo    | Ast     | Tot     | Loss    | Sk      | Int       | Yds       | Y/R       | TD        | PD        | FR     | Yds    | TD     | FF     |
| ----- | --------------- | ---- | ------- | ------- | ------- | ------- | ------- | --------- | --------- | --------- | --------- | --------- | ------ | ------ | ------ | ------ |
| 2018  | Техас Лонгхорнс | 13   | 46      | 16      | 62      | 3,0     | 1,0     | 4         | 33        | 8,3       | 0         | 4         | 0      | 0      | 0      | 0      |
| 2019  | Техас Лонгхорнс | 9    | 44      | 15      | 59      | 4,0     | 1,0     | 0         | 0         | 0,0       | 0         | 1         | 0      | 0      | 0      | 0      |
| 2020  | Техас Лонгхорнс | 7    | 30      | 22      | 52      | 1,5     | 0,0     | 1         | 0         | 0,0       | 0         | 3         | 0      | 0      | 0      | 0      |
| Всего | Всего           | 29   | 120     | 53      | 173     | 8,5     | 2,0     | 5         | 33        | 6,6       | 0         | 8         | 0      | 0      | 0      | 0      |

### Профессиональная карьера
Перед драфтом 2021 года аналитик сайта Bleacher Report Кори Гиддингс характеризовал Стернса как ситуативного игрока, потенциально способного побороться за место в стартовом составе клуба НФЛ. Сильными сторонами игрока он называл его атлетизм, работу ног, хороший стартовый рывок, навыки игры по мячу и умение верно выбирать углы атаки при захвате соперника. К минусам Гиддингс относил плохое чтение игры и распознавание маршрутов, медленную реакцию и проблемы, возникающие в игре против более подвижных оппонентов.
На драфте Стернс был выбран «Денвером» в пятом раунде. В мае он подписал с клубом четырёхлетний контракт на общую сумму около 3,8 млн долларов. В дебютном сезоне он принял участие в пятнадцати матчах регулярного чемпионата, дважды выходил в стартовом составе. Тренерский штаб команды преимущественно задействовал его как дополнительного ди-бэка в построениях с шестью игроками секондари. За проведённое на поле время Стернс сделал 28 захватов, два сэка и два перехвата, сбил пять передач.

#### Статистика выступлений в НФЛ

##### Регулярный чемпионат
| Сезон | Команда        | Игры | Захваты | Захваты | Захваты | Захваты | Захваты | Перехваты | Перехваты | Перехваты | Перехваты | Перехваты | Фамблы | Фамблы | Фамблы | Фамблы |
| Сезон | Команда        | Игры | Solo    | Ast     | Tot     | Loss    | Sk      | Int       | Yds       | Y/R       | TD        | PD        | FR     | Yds    | TD     | FF     |
| ----- | -------------- | ---- | ------- | ------- | ------- | ------- | ------- | --------- | --------- | --------- | --------- | --------- | ------ | ------ | ------ | ------ |
| 2021  | Денвер Бронкос | 15   | 22      | 6       | 28      | 2       | 2,0     | 2         | 47        | 23,5      | 0         | 5         | 0      | 0      | 0      | 0      |
| Всего | Всего          | 15   | 22      | 6       | 28      | 2       | 2,0     | 2         | 47        | 23,5      | 0         | 5         | 0      | 0      | 0      | 0      |